# آخر كدبة (فلم)
آخر كدبة هو فيلم رومانسي موسيقي كوميدي مصري أنتاج فريد الاطرش 1950، إخراج احمد بدرخان والقصة لأبو السعود الأبياري وبطولة فريد الأطرش وسامية جمال وكاميليا وإسماعيل ياسين وعبد السلام النابلسي.

## قصة الفيلم
المطرب سمير (فريد الأطرش) متزوج الراقصة سميرة هونولولو (سامية جمال) ويعملان بكازينو الربيع، وتحاصر سميرة زوجها سمير بغيرتها الشديدة عليه وهي لا تسمح له بحمل نقود، حتى لا يتمكن من مقابلة أي امرأة في غيابها فيضُطر لركوب أوتوبيس يقوده مجنون (عبد الحليم القلعاوي) ويصطدم بشجرة فيقع سمير على السيدة جميلة هانم شمع العسل (إسماعيل ياسين) فيكسر لها ضلوعها، وتُنقل للمستشفى، بينما خرج سمير من الحادث سليمًا، ويذهب إلى الكازينو حيث يجد في انتظاره حبيبته السابقة كيكي (كاميليا) والتي أرادت أن تعيد معه علاقتهما من وراء زوجته، ولكنه أخبرها بجبروت زوجته لو علمت بأي علاقة من أي نوع مع أي امرأة غيرها، فعرضت عليه أن تجعل صديقه الحالي المهراجا الهندي الثري والمحب للفن أن يفتتح له كازينو خاص، ولكنه لم يوافق فطلبت منه أن يغنى في حفل عيد ميلادها، وأيضًا رفض، اشتكت كيكي رفض سمير للغناء، بينما كانت سميرة على سفر لزيارة أهلها، غنى سمير واضُطر لشرب الخمر، وعرضت عليه كيكي عقد لولي استعارته من المهراجا، فسقط من يد سمير وإنكسر، فأخذه مع وعد بإصلاحه في الغد، وتم حمل سمير وإعادته لمنزله مخمورًا، وعادت سميرة وفتشت جيوبه وعثرت على العقد، فاضطر لإخبارها أنه أحضره هديه لها، ولكي يبرر لها أين قضى ليلته بالأمس، استعان بصديقه أرنب (إسماعيل ياسين) ليكذبا عليها بأنهما كانا في الأوبرا، ولكن مدير الأوبرا (زكي إبراهيم) اتصل يسأل عن صحة سمير بعد علمه بحادث الأوتوبيس، وأخبرها أن الأوبرا كانت إجازة بالأمس، وتحضر كيكي كي تسأل عن العقد، فيضطر سمير لإخبار سميرة أن كيكي خطيبة أرنب، ويدخل سمير في سلسلة من الكذب تنمو مثل كرة الجليد، يعلم سمير أن كل مصاب في حادث الأوتوبيس أخذ من شركة التأمين 5 آلاف جنيه، ففكر بالاستعانة بالمبلغ في شراء عقد جديد لكيكي، فاتصل بشركة التأمين ليخبرهم أنه مصاب ولم يذهب للمستشفى، فأرسلت له الشركة مندوبها أمين سد الحنك (عبد السلام النابلسي)ويقابله سمير مدعيًا الإصابة، فيوعده بإرسال طبيب ليحدد الإصابة التي يُصرف عنها التعويض، ولكن سمير يضطر للذهاب إلى الكازينو، ويحضر الطبيب (إستيفان روستي) فتضطر سميرة لاستدعاء جارهم أرنب للكشف عليه بدلًا من سمير، ولكن يحضر سمير ومندوب الشركة في حضور الطبيب وأرنب، وتبلغ كيكي المهراجا أن العقد مع سمير، فيحضر المهراجا بنفسه ومعه مترجمه طرطور (سعيد أبو بكر)ويهدد سمير بمسدس، فيهرب منه ويظنه الطبيب ومعه المندوب أنه المصاب وقد أصيب بحالة هياج فيخدرانه بحقنة، ويحضر البوليس للقبض على المهراجا الذي تبين أنه لص المجوهرات الخطير (عبد الجبار متولي)، وأن مساعد طرطور مخبرًا للبوليس، كما حضرت الست جميلة هانم شمع العسل للاستدلال على سمير الذي تسبب في كسر ضلعها واتضح أنها عمة أرنب الذي طلب منها أن تسامح صديقه سمير، ويتزوج أرنب من كيكي ويوعد سمير زوجته بأنها آخر كدبة ولكن مع وعد منها بعدم الغيرة عليه مجددًا.

## فريق العمل
إخراج: أحمد بدرخان
تأليف: أبو السعود الأبياري
إنتاج: أفلام فريد الأطرش
بطولة:
- فريد الأطرش (سمير)
- سامية جمال (سميرة)
- كاميليا (كيكي)
- إسماعيل يس (أرنب - جميلة هانم شمع العسل)
- عبد السلام النابلسي (أمين سد الحنك)
- إستيفان روستي (طبيب شركة التأمين)
- علي الكسار
- عزيز عثمان
- سعيد أبو بكر
- زكي إبراهيم
- عبد الحليم القلعاوي
- عبد المنعم إسماعيل
- جمالات زايد
- عصمت عبد العليم

## أغاني الفيلم
من الحان وغناء فريد الأطرش
- ما اهونش عليك (كلمات: يوسف بدروس)
- أنا واللي بحبه (كلمات: مأمون الشناوي)
- أوبريت بساط الريح (كلمات: بيرم التونسي، شاركت في الغناء عصمت عبد العليم)
- مانخبيش عليك (كلمات: بيرم التونسي)
- ما قللي وقلتله (كلمات: أبو السعود الإبياري)

## أغنية بساط الريح

فريد الأطرش وعصمت عبد العليم يغنيان بساط الريح.

رغم أن فريد غنّى في الفيلم عدداً من أغانيه المعروفة مثل ما قالي وقولتله، وأنا واللي بحبه، لكن أغنية بساط الريح التي ألفها بيرم التونسي، وغنتها مع فريد المطربة عصمت عبد العليم، قد سببت له مشكلة مع جزء من شعب الجزائر، حيث أن الأغنية تتحدث عن بساط الريح يتجول عبر عدد من الدول العربية لم يذكر اسم الجزائر بين هذه الدول، مما أثار موجة غضب لدى بعض الجزائريين، مع العلم أن الأغنية لم تذكر سوى ست دول عربية فقط، وهي سوريا، ولبنان، وتونس، ومراكش (المغرب)، وبغداد (العراق)، ومصر. لكن بدا أن موجة الغضب تلك كانت كبيرة لدرجة أن المطرب الجزائري علي معاشي رد عليه بأغنية أخرى هي أنغام الجزائر.

## روابط خارجية
- مقالات تستعمل روابط فنية بلا صلة مع ويكي بيانات